# Okręty podwodne typu II
Zasugerowano, aby ten artykuł podzielić na różne artykuły.

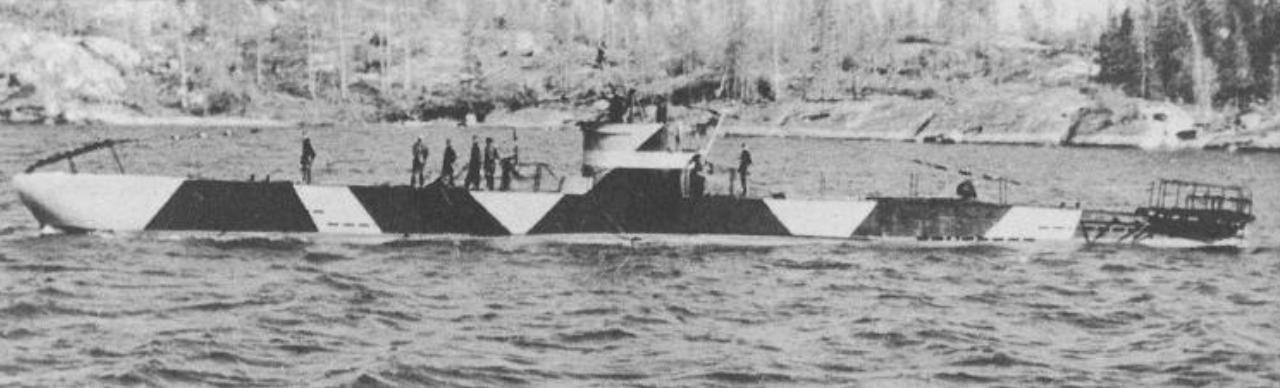
Prototyp typu II

Okręty podwodne typu II (tzw. Einbaum – dłubanka) – okręty podwodne typu II były pierwszą niemiecką bronią podwodną powstałą po I wojnie światowej. Pierwsze 12 okrętów tej klasy zbudowano do 1935 roku, m.in. w wyizolowanej części stoczni Germania oraz Deutsche Werke AG w Kilonii. Były one wzorowane na „Vesikko” – okręcie podwodnym skonstruowanym wcześniej dla Finlandii w Ingenieurskantoor voor Scheepsbouw den Haag (I.v.S) i zbudowanych w stoczni Chrichton-Vulcan w Turku (1933). Pierwszy niemiecki U-Boot typu II został skierowany do służby 29 czerwca 1935 roku.
Wybudowanie ich miało być wprawką dla przyszłego rozwoju podwodnej floty III Rzeszy. Z tego też powodu miały wypełniać zadania szkoleniowe oraz jednostek obrony wybrzeża. Okręty tej klasy miały trzy dziobowe wyrzutnie torpedowe; nie miały początkowo działa pokładowego. W miarę zdobywania doświadczeń wojennych, postanowiono wyposażyć okręt w 20 mm działko przeciwlotnicze. Charakteryzowały się niewielką prędkością w zanurzeniu wynikającą z małej mocy silników elektrycznych, używanych pod wodą zamiast silników Diesla. Relatywnie duża różnica między wypornością nawodną i podwodną powodowała, że okręty zanurzały się powoli. Poważną wadą okrętów był niewielki zasięg oraz ciasnota wnętrza. Ograniczało to działalność jednostek tego typu praktycznie do działań na Morzu Północnym oraz w rejonie wschodniego i zachodniego wybrzeża Anglii. Podczas wojny były również wykorzystywane bojowo podczas inwazji na Norwegię w 1940 roku oraz po przetransportowaniu lądem do Linzu, a dalej spławione Dunajem do Morza Czarnego przeciwko Związkowi Radzieckiemu.

## Typ IIA
Zasugerowano, aby ta sekcja została przeniesiona do artykułu Okręty podwodne typu IIA. (dyskusja)
Wybudowane przez Deutsche Werke AG w Kilonii (U-1 – U-6) w liczbie sześciu jednostek w latach 1934 i 1935.

### Jednostki
| Okręt | W służbie  | Liczba patroli bojowych | Zatopione jednostki wroga | Skreślenie ze stanu floty | Przyczyna zatonięcia/straty                                                                                      |
| ----- | ---------- | ----------------------- | ------------------------- | ------------------------- | --- |
| U-1   | 29.06.1935 | 2                       | brak                      | ?.04.1940                 | Zatopiony prawdopodobnie na Morzu Północnym w okolicach Helgolandu na minie (24 ofiary). Zaginiony od 06.04.1940 |
| U-2   | 25.06.1935 | 2                       | brak                      | 8.04.1944                 | Kolizja ze statkiem rybackim Helmi Söhle na zachód od Piławy (17 ofiar)                                          |
| U-3   | 6.08.1935  | 5                       | 2 statki (2 348 BRT)      | 1.08.1944                 | Wycofany ze służby, 3.05.1945 przejęty przez Brytyjczyków, następnie w 1945 złomowany                            |
| U-4   | 17.08.1935 | 4                       | 4 statki (6 223 BRT)      | 1.08.1944                 | Wycofany ze służby, następnie przejęty przez Rosjan, 29.05.1945 w Gdyni złomowany                                |
| U-5   | 31.08.1935 | 2                       | brak                      | 19.03.1943                | Uległ wypadkowi w zanurzeniu na zachód od Piławy (21 ofiar, 16 ocalonych)                                        |
| U-6   | 7.09.1935  | 2                       | brak                      | 7.08.1944                 | Wycofany ze służby w Gdyni                                                                                       |

## Typ IIB
Zasugerowano, aby ta sekcja została przeniesiona do artykułu Okręty podwodne typu IIB. (dyskusja)
Wybudowane przez Deutsche Werke AG Kilonia (U-13 – U-16) w latach 1935 i 1936; Germaniawerft AG Kilonia (U-7 – U-12, U-17 – U-24) w latach 1935 i 1936; oraz Flender-Werke AG Lubeka (U-120, U-121) w latach 1938 i 1940; razem 20 jednostek.

### Jednostki
| Okręt | W służbie  | Liczba patroli bojowych | Zatopione jednostki wroga | Skreślenie ze stanu floty  | Przyczyna                                                                                              |
| ----- | ---------- | ----------------------- | ------------------------- | -------------------------- | --- |
| U-7   | 18.07.1935 | 6                       | 2 statki (4 524 BRT)      | 18.02.1944                 | Zatopiony podczas zanurzenia na zachód od Piławy                                                       |
| U-8   | 5.08.1935  | 1                       | brak                      | 2.05.1945                  | Samozatopienie w Wilhelmshaven                                                                         |
| U-9   | 21.08.1935 | 19                      | 9 jednostek (17 633 BRT)  | 20.08.1944                 | Zatopiony podczas nalotu radzieckiego na port Konstanca                                                |
| U-10  | 9.09.1935  | 5                       | 2 statki (6 356 BRT)      | 1.08.1944                  | Złomowanie                                                                                             |
| U-11  | 21.09.1935 | 0                       | brak                      | 3.03.1945                  | Samozatopienie w Kilonii                                                                               |
| U-12  | 30.09.1935 | 1                       | brak                      | 8.10.1939                  | Pod Dover wszedł na minę (27 ofiar)                                                                    |
| U-13  | 30.09.1935 | 9                       | 9 statków (28 056 BRT)    | 31.05.1940                 | Na Morzu Północnym u wybrzeży Anglii, zatopiony przez HMS "Weston"                                     |
| U-14  | 18.01.1936 | 6                       | 9 statków (12 344 BRT)    | 3.03.1945                  | 5.05.1945 w Wilhelmshaven samozatopienie po wejściu wojsk brytyjskich                                  |
| U-15  | 7.03.1935  | 5                       | 3 statki (4 532 GRT)      | 31.01.1940                 | Kolizja z torpedowcem "Iltis" (25 ofiar)                                                               |
| U-16  | 16.05.1936 | 3                       | 2 statki (3 435 BRT)      | 24.10.1939                 | Zatopiony w kanale La Manche przez HMS "Puffin" i HMS "Cayton Wyke" (28 ofiar)                         |
| U-17  | 3.12.1935  | 4                       | 3 statki (1 825 BRT)      | 5.05.1945                  | Samozatopienie w Wilhelmshaven                                                                         |
| U-18  | 1.01.1936  | 14                      | 3 statki (1 985 BRT)      | 20.11.1936 oraz 25.08.1944 | Zatonął przed wojną w Zatoce Lubeckiej (8 ofiar). Wydobyty, zatopiony przez własną załogę w Konstancy. |
| U-19  | 16.01.1936 | 20                      | 15 statków (35 871 BRT)   | 11.09.1944                 | Samozatopienie u wybrzeży Turcji (Morze Czarne)                                                        |
| U-20  | 1.02.1936  | 17                      | 14 statków (37 669 BRT)   | 10.09.1944                 | Samozatopienie u wybrzeży Turcji (Morze Czarne)                                                        |
| U-21  | 3.08.1936  | 7                       | 6 statków (11 311 BRT)    | 5.08.1944                  | Wycofany ze służby i w lutym 1945 zatopiony w Piławie                                                  |
| U-22  | 20.08.1936 | 7                       | 7 statków (8 819 BRT)     | 23.03.1940                 | Wszedł na pole minowe w Skagerraku                                                                     |
| U-23  | 24.09.1936 | 16                      | 12 statków (30 703 BRT)   | 10.09.1944                 | Samozatopienie na Morzu Czarnym                                                                        |
| U-24  | 10.10.1936 | 20                      | 7 statków (9 408 GRT)     | 25.08.1944                 | Samozatopienie w Konstancy                                                                             |
| U-120 | 20.04.1940 | 0                       | brak                      | 5.05.1945                  | Samozatopienie w Bremerhaven, w 1950 wydobyty i złomowany                                              |
| U-121 | 28.05.1940 | 0                       | brak                      | 5.05.1945                  | Samozatopienie w Bremerhaven, w 1950 wydobyty i złomowany                                              |

## Typ IIC
Zasugerowano, aby ta sekcja została przeniesiona do artykułu Okręty podwodne typu IIC. (dyskusja)
Wybudowane przez Deutsche Werke AG Kilonia w latach 1937-1940 (U-56 – U-63), razem 8 jednostek.

### Jednostki
| Okręt | W służbie  | Liczba patroli bojowych | Zatopione jednostki wroga | Skreślenie ze stanu floty | Przyczyna |
| ----- | ---------- | ----------------------- | ------------------------- | ------------------------- | --- |
| U-56  | 26.11.1938 | 12                      | 4 statki (27 783 BRT)     | 28.04.1945                | Zatopiony w Kilonii podczas brytyjskiego nalotu (6 ofiar) |
| U-57  | 29.12.1938 | 11                      | 13 statków (55 484 BRT)   | 03.05.1945                | Samozatopienie w Kilonii |
| U-58  | 4.02.1939  | 12                      | 7 statków (26 549 BRT)    | 3.05.1945                 | Samozatopienie w Kilonii |
| U-59  | 4.04.1939  | 13                      | 19 statków (35 121 BRT)   | 5.04.1945                 | Wycofany z linii, 3.05.1945 samozatopienie w Kilonii |
| U-60  | 22.07.1939 | 9                       | 3 statki (7 561 BRT)      | 2.05.1945                 | Samozatopienie w Wilhemshaven |
| U-61  | 12.08.1939 | 10                      | 5 statków (19 668 BRT)    | 2.05.1945                 | Samozatopienie w Wilhemshaven |
| U-62  | 21.12.1939 | 5                       | 2 statki (5 931 BRT)      | 2.05.1945                 | Samozatopienie w Wilhemshaven |
| U-63  | 18.01.1940 | 1                       | 1 statek (3 840 BRT)      | 25.02.1940                | Zatopiony na południe od Szetlandów przez brytyjskie niszczyciele HMS "Escort", HMS „Inglefield”, HMS "Imogen" oraz brytyjski okręt podwodny HMS „Narwhal” (1 ofiara) |

## Typ IID
Zasugerowano, aby ta sekcja została przeniesiona do artykułu Okręty podwodne typu IID. (dyskusja)
Wybudowane przez Deutsche Werke AG Kilonia w latach 1939 i 1940 (U-137 – U-152), razem 16 jednostek.

### Jednostki
| Okręt | W służbie  | Liczba patroli bojowych | Zatopione jednostki wroga | Skreślenie ze stanu floty | Przyczyna |
| ----- | ---------- | ----------------------- | ------------------------- | ------------------------- | --- |
| U-137 | 15.06.1940 | 4                       | 6 statków (24 136 BRT)    | 2.05.1945                 | Samozatopienie w Wilhelmshaven |
| U-138 | 27.06.1940 | 5                       | 6 statków (48 564 BRT)    | 18.06.1941                | Zatopiony na zachód od Trafalgaru przez okręty brytyjskiej 6 Flotylli Niszczycieli, uszkodzony przez bomby głębinowe, zatopiony ogniem artylerii |
| U-139 | 24.07.1940 | 0                       | brak                      | 2.05.1945                 | Samozatopienie w Wilhelmshaven |
| U-140 | 7.08.1940  | 3                       | 4 statki (12 616 BRT)     | 2.05.1945                 | Samozatopienie w Wilhelmshaven |
| U-141 | 21.08.1940 | 4                       | 4 statki (6 801 BRT)      | 2.05.1945                 | Samozatopienie w Wilhelmshaven |
| U-142 | 4.09.1940  | 3                       | brak                      | 2.05.1945                 | Samozatopienie w Wilhelmshaven |
| U-143 | 18.09.1940 | 4                       | 1 statek (1 409 BRT)      | 30.06.1945                | Przejęty przez Brytyjczyków w Wilhelmshaven, zatopiony w akcji niszczenia niemieckich U-Bootów (operacja Deadlight)                              |
| U-144 | 2.10.1940  | 3                       | 1 statek (206 ton)        | 9.08.1941                 | Zatopiony na Morzu Bałtyckim w okolicach wyspy Hiuma przez radziecki okręt podwodny Szcz-307 (28 ofiar)                                          |
| U-145 | 16.10.1940 | 3                       | brak                      | 30.06.1945                | Przejęty przez Brytyjczyków w Wilhelmshaven, zatopiony w akcji niszczenia niemieckich U-bootów (operacja Deadlight)                              |
| U-146 | 30.10.1940 | 2                       | 1 statek (3 496 BRT)      | 2.05.1945                 | Samozatopienie w Wilhelmshaven |
| U-147 | 11.12.1940 | 3                       | 3 statki (8 636 BRT)      | 2.06.1941                 | Zatopiony na północny zachód od Irlandii przez brytyjskie niszczyciel HMS "Wanderer", korwetę HMS "Periwinkle" (26 ofiar)                        |
| U-148 | 28.12.1940 | 0                       | brak                      | 2.05.1945                 | Samozatopienie w Wilhelmshaven |
| U-149 | 13.11.1940 | 1                       | 1 statek (206 ton)        | 30.06.1945                | Przejęty przez Brytyjczyków w Wilhelmshaven, zatopiony w akcji niszczenia niemieckich U-Bootów (operacja Deadlight)                              |
| U-150 | 27.11.1940 | 0                       | brak                      | 30.06.1945                | Przejęty przez Brytyjczyków w Wilhelmshaven, zatopiony w akcji niszczenia niemieckich U-Bootów (operacja Deadlight)                              |
| U-151 | 15.01.1941 | 0                       | brak                      | 2.05.1945                 | Samozatopienie w Wilhelmshaven |
| U-152 | 29.01.1941 | 0                       | brak                      | 2.05.1945                 | Samozatopienie w Wilhelmshaven |